# يلينا يوفانوفيتش
يلينا يوفانوفيتش مواليد 5 مايو 1990 في بلغراد، جمهورية يوغوسلافيا الاشتراكية الاتحادية، هي لاعبة كرة سلة صربية. بدأت مسيرتها الاحترافية في سنة 2008. تلعب في الدوري الإسباني لكرة السلة للسيدات. حققت المركز الثاني في كرة السلة في ألعاب البحر الأبيض المتوسط 2009. لعبت مع نادي بارتيزان لكرة السلة للسيدات في الدوري الصربي لكرة السلة للسيدات ونادي تشليك زينيتسا لكرة السلة في دوري البوسنة والهرسك لكرة السلة للسيدات.

## الميداليات
| الميدالية | المسابقة                                     |
| --------- | -------------------------------------------- |
| فضية      | كرة السلة في ألعاب البحر الأبيض المتوسط 2009 |

## روابط خارجية
- يلينا يوفانوفيتش على موقع كرة السلة الأوروبية.كوم (الإنجليزية)